# Eolydus
Eolydus là một chi bọ cánh cứng trong họ Meloidae.
Chi này được miêu tả khoa học năm 1913 bởi Denier.

## Các loài
Các loài trong chi này gồm:
- Eolydus afghanicus Kaszab, 1958
- Eolydus atripes (Pic, 1905)
- Eolydus conspicuus (Waterhouse, 1889)
- Eolydus indicus Kaszab, 1961
- Eolydus kanarensis Kaszab, 1961
- Eolydus meghalayaensis Saha, 1979